# فهرست آثار ابن عربی
آثار ابن عربی از ۲۹۰ تألیف تا نزدیک به پانصد اثر ثبت شده. از میان آثار او که هر کدام جایگاه و ارزش خاصی دارد «فصوص الحکم» کتاب جاودانی ابن عربی است و متجاوز از یکصد شرح بر این کتاب نوشته‌اند.

## برخی از کتاب‌ها
- فصوص الحکم؛ 1- متن عربی و ترجمه  محمد خواجوی؛ تهران: انتشارات مولیٰ خواجوی متن عربی را از ابوالعلا عفیفی، آورده است و در پاورقی، به تصحیح عاصم ابراهیم کیالی، اشاره کرده است 2- ترجمه 10 فص از 27 فصّ فصوص الحکم محمد علی موحد و صمد موحد؛ تهران: نشر کارنامه 3- ترجمه و شرح فصوص الحکم به صورت کامل علی شالچیان ناظر؛ تهران: انتشارات سلوک ما. در ضمن، علی شالچیان ناظر متن عربی فصوص الحکم را در جلدی مستقل، تحقیق و تصحیح مجدد کرده است.[۲]
- الفتوحات المکیة فی معرفة أسرار المالکیة والملکیة؛ تصحیح و ترجمه محمد خواجوی؛ تهران:انتشارات مولیٰ
- عنقاء مغرب فی معرفة ختم الأولیاء وشمس المغرب؛ ترجمه امیر حسین الهیاری؛ تهران:انتشارات مولیٰ
- العبادلة: ترجمه و شرح علی شالچیان ناظر؛ تهران: انتشارات سلوک ما (دورۀ دوجلدی)
- کتاب العقائد
- کتاب الحکمة (کتاب الحِکَم). ترجمه و شرح علی شالچیان ناظر؛ تهران:انتشارات سلوک ما
- الإعلام بإشارات أهل الإلهام. ترجمه و شرح علی شالچیان ناظر؛ تهران:انتشارات سلوک ما لازم به توضیح است که واژۀ "الإعلام" در آغاز نام این کتاب، به کسرِ همزه است و اگر از برخی از افراد ناآگاه با فتح همزه نام این کتاب را تلفظ می‌کنند یا می نویسند غلط است.
- تاج التراجم (کتاب التراجم)
- العقد المنظوم والسر المختوم
- محاضرة الأبرار ومسامرة الأخیار
- مشاهد الاسرار القدسیة ومطالع الأنوار الإلهیة
- ترجمان الاشواق؛ ترجمه امیر حسین الهیاری؛ تهران:انتشارات مولیٰ
- جامع الاحکام فی معرفة الحلال والحرام
- تنزل الاملاک فی حرکات الأفلاک
- الدرة الباضعة من الجفر الجامعة
- کتاب مواقع النجوم ومطالع أهلة الأسرار والعلوم؛ تصحیح و ترجمه محمد خواجوی؛ تهران:انتشارات مولیٰ

## برخی از رسائل
- الاسرا إلی المقام الاسری
- مشکاة العقول المقتبسة من نور المنقول
- حرف الکلمات وحرف
- رسالة الأزل
- رسالة الأنوار
- رسالة الحجب
- رسالة روح القدس
- الرسالة الغوثیة
- الرسالة القدسیة
- رسالة القسم الإلهی
- رسالة کنه مما لا بد منه
- رسالة المیم والواو والنون
- کتاب الیاء وهو کتاب الهو الخ
- رسالة انشاء الدوائر
- رسالة الأنوار فیما یفتح علی صاحب الخلوة من الاسرار
- قصیدة عظیمة للشیخ محی الدین بن عربی
- حلیة الأبدال
- رسالة الحجب
- السبحة السوداء
- شجون المسجون
- الأمر المحکم المربوط فیما یلزم أهل طریق الله تعالی من الشروط
- کتاب الفناء فی المشاهدة
- کتاب بلغة الغواص فی الأکوان إلی معدن الإخلاص (تحت‌الطبع)
- کتاب الجلال والجمال
- کتاب الألف و هو کتاب الأحدیة
- کتاب الجلالة و هو کلمة الله
- کتاب القربة
- کتاب الشأن
- کتاب الشاهد
- کتاب التراجم
- کتاب منزل القطب و مقامه و حاله
- رسالة الانتصار
- کتاب الکتب
- کتاب المسائل
- کتاب التجلیات
- کتاب الإسفار عن نتائج الأسفار
- کتاب الوصایا
- کتاب نقش الفصوص
- کتاب الوصیة
- کتاب اصطلاح الصوفیة
- کتاب مناقب چهارده معصوم (منسوب به ابن عربی)

## رسائل ترجمه شده به فارسی
۱. حلیة الابدال، ترجمان ناشناس
۲. رساله الغوثیه، ترجمه حسن گیلانی
۳. اسرار الخلوة، ترجمان ناشناس
۴. حقیقة الحقائق، ترجمه شاه داعی شیرازی
۵. معرفة رجال الغیب، ترجمان ناشناس
۶. نقوش الفصوص، ترجمه سید نورالدین شاه نعمت‌الله ولی
۷. ابیات دهگانه، ترجمه و شرح صاین الدین علی بن محمد ترکه اصفهانی
۸. رسالة الانوار، ترجمان ناشناس
۹. معرفت عالم اکبر و عالم اصغر، ترجمان ناشناس
۱۰. رسالة الی الامام الرازی، ترجمه میرزا فضل‌الله کردستانی